# مانا اشيدا
مانا اشيدا (باليابانية: 芦田 愛菜) طفلة ممثلة وتارينتو ومغنية يابانية. ولدت يوم 23 حزيران 2004 في مدينة نيشينومايا، اليابان.

## الأعمال

### أفلام
| السنة | العنوان                | الدور           |
| ----- | ---------------------- | --------------- |
| 2010  | الشبح بين ذراعيك مجددا | الطفل الشبح     |
| 2013  | حافة الهادي            | ماكو موري       |
| 2018  | بوكيمون الفيلم: قوتنا  | مارغو (صوت)     |
| 2024  | الخلايا تعمل!          | نيكو أوروشيزاكي |

### مسلسلات
| السنة | العنوان                | الدور                           |
| ----- | ---------------------- | ------------------------------- |
| 2010  | أمي                    | رينا ميتشيكي / تسوغومي سوزوهارا |
| 2011  | في هذا الركن من العالم | تشيزورو هوجو                    |
| 2014  | غدا أمي لن تكون هنا    |                                 |

### الدبلجة اليابانية
| السنة | العنوان             | الدور                   |
| ----- | ------------------- | ----------------------- |
| 2010  | أنا الحقير          | أغنيس                   |
| 2013  | أنا الحقير 2        | أغنيس                   |
| 2015  | البينتس             | الفتاة ذات الشعر الأحمر |
| 2019  | غودزيلا: ملك الوحوش | ماديسون راسل            |
| 2021  | غودزيلا ضد كونغ     | ماديسون راسل            |

## روابط خارجية
- مانا اشيدا على موقع IMDb (الإنجليزية)
- مانا اشيدا على موقع ميتاكريتيك (الإنجليزية)
- مانا اشيدا على موقع روتن توميتوز (الإنجليزية)
- مانا اشيدا على موقع قاعدة بيانات الأفلام العربية
- مانا اشيدا على موقع ألو سيني (الفرنسية)
- مانا اشيدا على موقع ميوزك برينز (الإنجليزية)
- مانا اشيدا على موقع تيرنر كلاسيك موفيز (الإنجليزية)
- مانا اشيدا على موقع أول موفي (الإنجليزية)
- مانا اشيدا على موقع ديسكوغز (الإنجليزية)
- مانا اشيدا على موقع قاعدة بيانات الفيلم (الإنجليزية)